# Sueño causado por el vuelo de una abeja alrededor de una granada un segundo antes de despertar
Sueño causado por el vuelo de una abeja alrededor de una granada un segundo antes de despertar es un famoso cuadro del pintor español Salvador Dalí realizado en 1944. Está hecho mediante la técnica del óleo sobre tabla, es de estilo surrealista basado según sus sueños y sus medidas son 51 x 41 cm. Se conserva en Madrid, en el Museo Thyssen-Bornemisza.
Dalí, siguiendo las teorías de Freud, quiso representar en el cuadro el hecho de que, a veces, se introducen en el sueño estímulos derivados de acontecimientos exteriores que son integrados en él. También se ha sugerido que la pintura es "una surrealista interpretación de la Teoría de la Evolución".
Este fue uno de los pocos cuadros pintados por Dalí en 1944. En esos momentos se dedicaba a diseñar escaparates, a hacer decorados para películas de Hollywood o a diseñar portadas para la revista Vogue, y le quedaba poco tiempo para pintar.
A pesar de que por aquel entonces pintaba sobre temas religiosos y había abandonado el surrealismo ortodoxo, en donde se introducía en el mundo de los sueños, el largo título del lienzo muestra su intención de otorgarle al cuadro un carácter psicoanalítico.
En el cuadro se ve a Gala, mujer y musa de Salvador Dalí, que levita dormida sobre una roca en un paisaje marino en el que reina la calma. Bajo su cuerpo desnudo flotan también dos gotas de agua y una granada en torno a la que revolotea una abeja. El zumbido de la abeja provoca un sueño en Gala, que se materializa en la parte superior por la explosión de otra granada de la que sale un pez de cuya boca, a su vez, surgen dos enfurecidos tigres y una bayoneta. Es esta arma la que, un segundo más tarde, despertará a Gala de su plácido descanso. 
Aunque en 1944 Dalí residía en Estados Unidos y apenas pintaba, en esta obra retoma su "método paranoico-crítico" que, siguiendo las teorías freudianas, defendía la multiplicidad de significados de las imágenes y que le convirtió en uno de los principales miembros del grupo surrealista.
En esta «fotografía onírica pintada a mano» —la manera como generalmente Dalí denominaba sus cuadros— contemplamos un paisaje marino de lejanos horizontes y tranquilas aguas, quizás Port Lligat, en medio del cual, una vez más, Gala protagoniza la escena. Junto a su cuerpo desnudo y dormido, levitando sobre una roca plana, que a su vez flota sobre el mar, Dalí coloca dos gotas de agua suspendidas y una granada, símbolo cristiano de fertilidad y resurrección. Sobre ella vuela una abeja, insecto que tradicionalmente simboliza a la Virgen. El zumbido de la abeja se traduce en la mente de Gala en un sueño en el que la explosión de la granada de la parte superior hace que salga despedido de su interior un enorme pez, del que, a su vez, surgen dos amenazantes tigres y una bayoneta; ésta será la que un segundo más tarde aguijoneará a Gala en el brazo. Sobre ellos, un elefante con largas patas de flamenco, que aparece en otras composiciones de ese momento, lleva sobre su espalda un obelisco —como el elefante de Bernini de la Piazza Santa Maria sopra Minerva de Roma— que simboliza el poder del Papa.
Christopher Green ha analizado detenidamente la relación de esta imagen con los textos de Freud sobre la interpretación de los sueños, tan esenciales para comprender el arte de Dalí.No en vano, el «método paranoico-crítico» —inventado por el pintor siguiendo las teorías freudianas de la interpretación de los sueños, según el cual cada imagen o asociación de imágenes podía ser sometida a dobles lecturas— fue su aportación fundamental al movimiento surrealista. En este sueño, que tiene lugar a plena luz del día, Dalí pretendía, según explicó en 1962, «poner en imágenes por primera vez el descubrimiento de Freud del típico sueño con un argumento largo, consecuencia de la instantaneidad de un accidente que provoca el despertar. Así como la caída de una barra sobre el cuello de una persona dormida provoca simultáneamente su despertar y el final de un largo sueño que termina con la caída sobre ella de la cuchilla de una guillotina, el ruido de la abeja provoca aquí la sensación del picotazo que despertará a Gala».